# 伊東長詮
伊東 長詮（いとう ながとし）は、備中国岡田藩7代藩主。第6代藩主・伊東長丘の三男。
名君とされている。

## 略歴
延享4年（1747年）6月に世子とされた。宝暦13年（1763年）9月16日に父の隠居により家督を継いだ。有能で無かった父と較べて才能に優れ、性質は温厚というまさに名君で、家臣の意見をよく聞く人物だった。ただし、一部に感情の激しいところがあり、家臣を震え上がらせたとも言われている。明和7年（1770年）に旱魃が追こって領民が苦しむと、自ら節約に努めて領民を助ける施策を講じている。
安永7年（1778年）6月23日、父に先立って死去した。享年43。跡を長男・長寛が継いだ。
長詮が死去したとき、領民は皆悲しみに暮れたと言われている。

## 系譜
- 父：伊東長丘（1697-1782）
- 母：本多助芳の娘
- 正室：五島盛道の娘
  - 長男：伊東長寛（1764-1850）
- 生母不明の子女
  - 女子：朽木昌綱継々室
  - 三男：伊東長庚
  - 四男：佐野貫行
  - 女子：松平康彊正室
  - 女子：木下俊昌正室